# Coccygeus
Coccygeus er en muskel i bækkenbunden, lokaliseret posteriort til levator ani og anteriort til det sacrospinale ligament. Sammen med musculus levator ani udgør m. coccygeus musklerne i diaphragma pelvis.
M. coccygeus er i mennesket lokaliseret i den bageste portion af diagphragma pelvis.
Musklen er tynd og flad. Den er indvævet i ligamentum sacrospinale og spænder mellem spina ischiadica på os ichii (sædebenet) og sidekanten af os sacrum (korsbenet).

## Funktion
M. coccygeus trækker os coccygis (halebenet) frem efter afføring. 
Musklen aflukker sammen med m. levator ani og musculus piriformis, bughulen nedadtil og bidrager derved til at bære bækkenorganerne i oprejst stilling.
Hos andre pattedyr har m. coccygeus betydning for halens bevægelser.